# Gestetner
La société Gestetner (du nom de son fondateur : David Gestetner), est un fabricant de machines à dupliquer les documents. Elle s'est notamment fait connaître grâce à une invention majeure dans l'histoire de l'imprimerie et de la bureautique du XXe siècle : le cyclostyle.

## Histoire
David Gestetner s'installe à Londres, en Angleterre, et dépose son premier brevet en 1879. Deux en plus tard, en 1881, il dépose un autre brevet pour la création du cyclostyle. Il crée alors la société Gestetner Cyclograph Company qui produisait des duplicateurs, des pochoirs, des stylets, des rouleaux à encre et des produits connexes. L'entreprise Gestetner s'est popularisée en 1906 à Tottenham Hale dans le nord de Londres, elle employait alors plusieurs milliers de personnes jusque dans les années 1990 et commercialisait ses produits dans 153 pays différents. Les inventions de Gestetner sont devenues un succès du jour au lendemain et une chaîne internationale de succursales a été mis en place pour vendre et entretenir les duplicateurs Gestetner.
La société Gestetner s'est développée rapidement dès le début du XXe siècle. Par la suite, David Gestetner a transmis la gestion de l'entreprise à son fils, Sigmund Gestetner (en) et de lui à ses fils, David et Jonathan. L'entreprise Gestetner a acquis d'autres sociétés au cours de ces années d’existence : Nashua (plus tard changé en Nashuatec), Rex Rotary, Hanimex et Savin. Finalement, une holding appelée NRG (pour Nashuatec, Rex Rotary et Gestetner) a été créée.

## Duplicateur de Gestetner

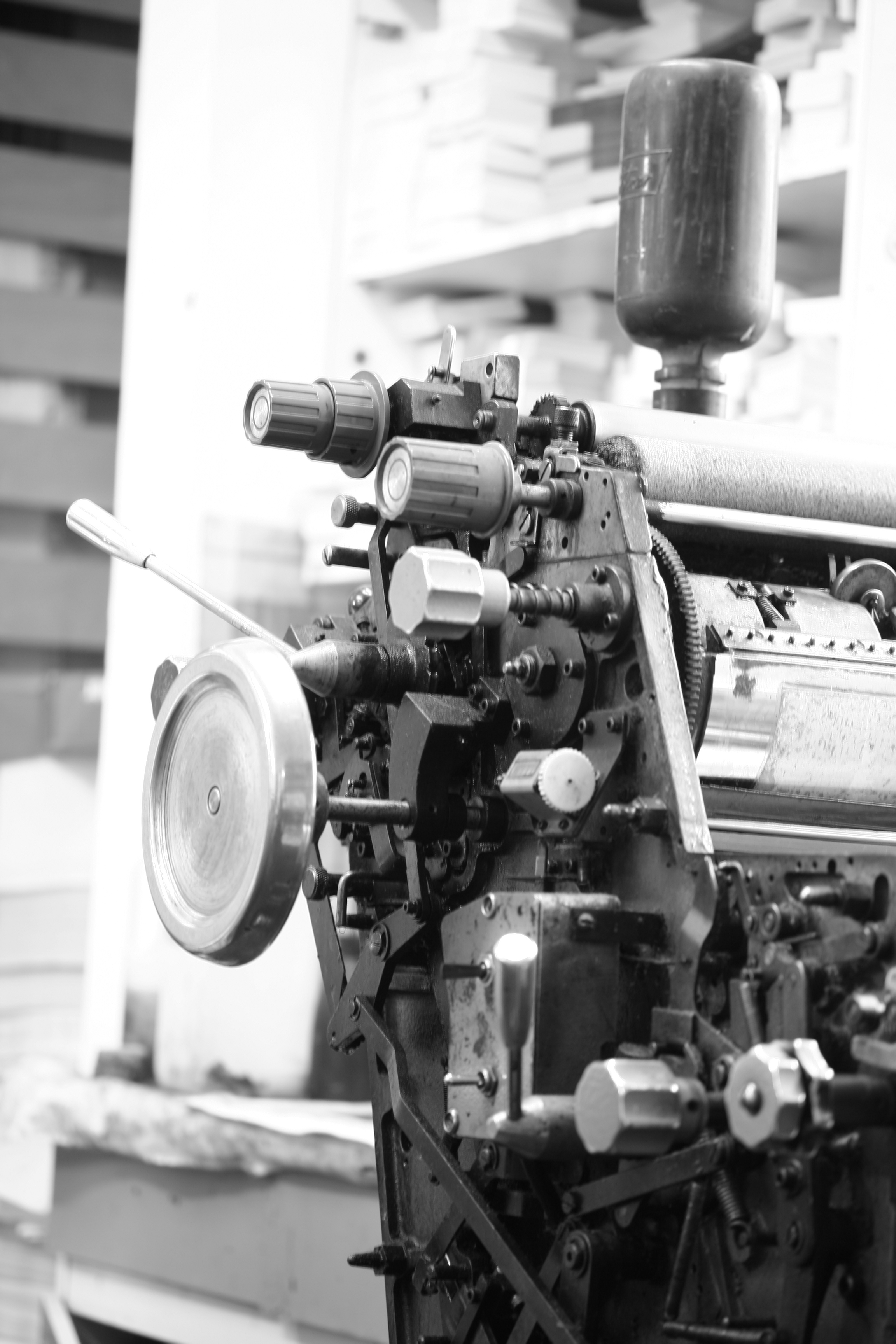
Duplicateur Gestetner au format A4, qui utilise un procédé d'impression par offset.

Le cyclostyle était un duplicateur à pochoir qui utilisait une fine feuille de papier enduite de cire (à l'origine du papier à cerf-volant), qui était écrite avec un stylet spécial qui laissait une ligne brisée à travers un pochoir en cassant la cire qui recouvrait le papier.